# Bromsgrove Rovers FC
Bromsgrove Rovers FC var en engelsk fotbollsklubb i Bromsgrove, grundad 1885 och upplöst 2010.
Klubben var som framgångsrikast då man under större delen av 1990-talet spelade i Football Conference. Under sin första säsong där, 1992/93, slutade man på andra plats efter Wycombe Wanderers.
Rovers spelade i grönvitrandiga tröjor och svarta shorts. Bortastället var helblått. Hemmamatcherna spelades sedan 1910 på Victoria Ground som tog cirka 5 000 åskådare.
I november 2009 placerades Rovers under konkursförvaltare efter att ha samlat på sig över 300 000 pund i skulder. Klubben fick i februari 2010 en ny ägare i Mike Ward, men förblev under konkursförvaltares skydd för att försöka samla in skulder och hålla klubben flytande. I samband med att skuldsituationen blev offentlig startades av fansen en ny klubb, Bromsgrove Sporting, då man ansåg att staden behövde en nystart inom fotbollen. Inför 2010/11 års säsong uteslöts klubben ur Southern Football League och lades då ned.

## Meriter
- Football Conference: Tvåa 1992/93
- Southern Football League: Mästare 1991/92, tvåa 1986/87
- Birmingham & District League: Mästare 1959/60, tvåa 1956/57, 1960/61, 1969/70 (under nya namnet West Midlands (Regional) League)
- FA-cupen: Tredje omgången 1993/94 (förlust 1–2 mot Barnsley)
- FA Trophy: Kvartsfinals omspel 1975/76
- FA Vase: Tredje omgången 2001/02

## Rekord
- Största vinst: 11–0 mot Hinckley Athletics 1970, mot Halesowen Town 1939
- Största förlust: 0–12 mot Aston Villa 1939
- Flest mål: Chris Hanks - 238 1983–94
- Flest matcher: Shaun O'Meara - 763, 1975–94